# King Kong Bundy
Christopher Pallies (* 7. November 1957 in Atlantic City in New Jersey; † 4. März 2019), besser bekannt unter dem Namen King Kong Bundy, war ein US-amerikanischer Profiwrestler. Aufgrund seiner Statur hatte er auch einige Auftritte in Fernsehserien und Filmen.

## Karriere
Pallies begann seine Wrestlingkarriere 1981  auf regionaler Ebene und wurde von Larry Sharpe, dem späteren Besitzer des Trainingscenters „Monster Factory“ trainiert. 1981 arbeitete Pallies unter den Namen Chris Cannon und Man Mountain Cannon Jr. als Jobber erstmals für die World Wrestling Federation. 1982 ging er nach Dallas und wrestlete für World Class Championship Wrestling, die Liga von Fritz von Erich. Zunächst mit dem Namen Big Daddy Bundy als Publikumsliebling unterwegs, benannte man ihn schließlich in King Kong Bundy um und machte einen Bösewicht aus ihm. Pallies fehdete in der WCCW mit der von Erich-Familie und teamte des Öfteren mit „Wild“ Bill Irwin. 1982 erhielt er dort den WCCW American Heavyweight Titel, den er im gleichen Jahr an Fritz von Erich in dessen letztem Match wieder verlor.
In der Folgezeit trat Pallies in verschiedenen Territorien der National Wrestling Alliance auf, darunter für Georgia Championship Wrestling und die Universal Wrestling Federation, wobei er hauptsächlich mit den Road Warriors fehdete. Während dieser Zeit wurde auch sein Gimmick entwickelt, beim Pinfall nicht wie üblich bis 3, sondern bis 5 zählen zu lassen.
1985 kam Pallies dann zurück zur WWF und wurde als Monster-Bösewicht aufgebaut. Man stellte ihm zunächst Jimmy Hart als Manager zur Seite und ließ ihn einige Jobber in sehr einseitig und kurz gehaltenen Matches besiegen. Selbst bei der ersten Wrestlemania besiegte er seinen Gegner S.D. Jones innerhalb von nur 23 Sekunden (offiziell 9). Auch machte Pallies 1985 seine ersten Auftritte in Japan für New Japan Pro-Wrestling. Im Folgenden gab man ihm Big John Studd als Partner sowie Bobby Heenan als Manager und ließ sie gegen André the Giant und Hulk Hogan fehden. Daraus entwickelte sich die Storyline, die im April 1986 zum Cage-Match bei Wrestlemania II führte, welches Pallies gegen Hogan verlor.
Das Team mit Studd wurde noch eine Weile aufrechterhalten und in die Storyline um die Suspendierung André the Giants und dessen Wiederkehr als Teil der Gruppierung „The Machines“ einbezogen. Danach bestritt Bundy eher belanglosere Fehden, wie z. B. gegen Jake Roberts, Blackjack Mulligan oder Hillbilly Jim, auf den er bei Wrestlemania III in einem speziellen Match mit Midget-Wrestlern traf.
Gegen Ende des Jahres 1987 konnte Pallies zusammen mit André the Giant nochmals Main Events gegen Hulk Hogan und verschiedene Partner bestreiten, unter anderem bei der ersten Survivor Series. Anfang 1988 verließ Pallies dann die WWF und wandte sich anderen Projekten zu.
1994 gab er schließlich ein Comeback für die WWF als Teil des Stables Million Dollar Corporation und begann eine Fehde mit dem Undertaker, die mit dessen Sieg bei Wrestlemania XI endete. Ende 1995 verließ er die WWF erneut. Seitdem trat Pallies auf unabhängiger Ebene auf.
King Kong Bundy starb am 4. März 2019 im Alter von 61 Jahren an den Folgen von Diabetes mellitus

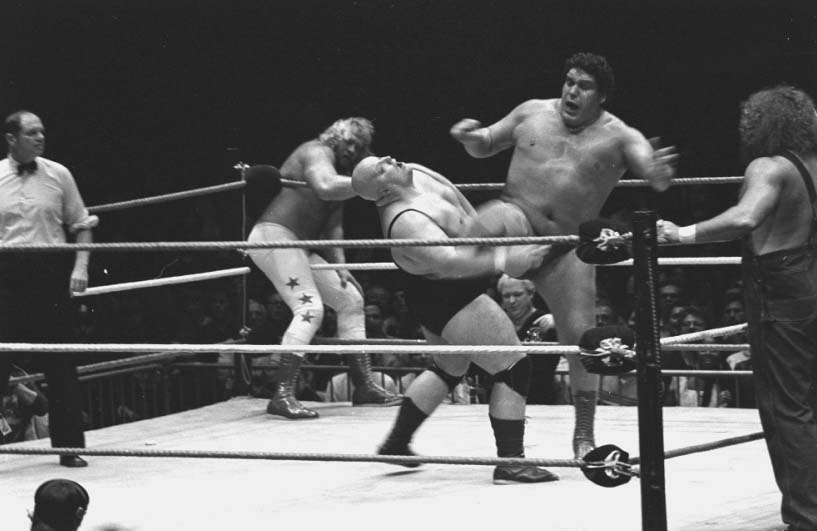
King Kong Bundy im Ring gegen André the Giant

## Wissenswertes
Sein Kampfname inspirierte den Familiennamen Bundy aus Eine schrecklich nette Familie, in welcher er in zwei Folgen auch als Gaststar auftrat: In der Folge Die fürchterlichen Verwandten spielte er Peggys Bruder Irwin, in der Folge Bud im Ring sich selbst.

## Filmografie (Auswahl)
- 1988; 1995: Eine schrecklich nette Familie (Married… with Children, Fernsehserie, zwei Folgen)
- 1988: Moving – Rückwärts ins Chaos (Moving)
- 2002: Bill’s Seat (Kurzfilm)
- 2008: Fight the Panda Syndicate

## Titel

### American Wrestling Association
- 1× AWA Heavyweight Champion
- 1× Mid-Southern Heavyweight Champion

### National Wrestling Alliance
- 1× NWA New York Heavyweight Champion
- 1× NWA National Tag Team Champion (mit The Masked Superstar)

### World Class Championship Wrestling
- 2× WCCW American Heavyweight Champion
- 2× WCCW American Tag Team Champion (einmal mit Bugsy McGraw, das zweite Mal mit Bill Irwin)

## Belege
1. ↑  King Kong Bundy. In: WWE. (wwe.com [abgerufen am 1. Januar 2018]).
2. ↑  WWE Legend King Kong Bundy Passes Away. 19. März 2019, abgerufen am 24. Juni 2020.
3. ↑  Slam!Sports: Interview mit King Kong Bundy
4. ↑  Wrestling Legende King Kong Bundy stirbt mit 61 Jahren In: sport1.de

| Personendaten    | Personendaten                          |
| ---------------- | -------------------------------------- |
| NAME             | King Kong Bundy                        |
| ALTERNATIVNAMEN  | Pallies, Christopher (wirklicher Name) |
| KURZBESCHREIBUNG | US-amerikanischer Wrestler             |
| GEBURTSDATUM     | 7. November 1957                       |
| GEBURTSORT       | Atlantic City, New Jersey              |
| STERBEDATUM      | 4. März 2019                           |